# تاتا هیسپانو
تاتا هیسپانو (انگلیسی: Tata Hispano) شرکت اتوبوس‌سازی اسپانیایی هندی است، که در سال ۱۹۳۹ توسط شرکت تاتا موتورز تأسیس شد.